# Lista över flygplatser i Azerbajdzjan
Detta är en lista över flygplatser i Azerbajdzjan, indelade efter typ och sorterade efter ort.

## Flygplatser
Flygplatser vars namn står i fetstil har regelbunden passagerartrafik med kommersiella flygbolag.
| Stad                                      | Rajon                                     | ICAO                                      | IATA                                      | Flygplatsnamn                             | Koordinater                                   |
| Internationella och regionala flygplatser | Internationella och regionala flygplatser | Internationella och regionala flygplatser | Internationella och regionala flygplatser | Internationella och regionala flygplatser | Internationella och regionala flygplatser     |
| ----------------------------------------- | ----------------------------------------- | ----------------------------------------- | ----------------------------------------- | ----------------------------------------- | --------------------------------------------- |
| Aghdam                                    | Aghdam                                    | UBEA                                      |                                           | Aghdams flygplats                         | 39°58′33″N 47°0′0″Ö / 39.97583°N 47.00000°Ö   |
| Aghdzjabädi                               | Aghdzjabädi                               | UBEY                                      |                                           | Aghdzjabädis flygplats                    | 40°1′20″N 47°26′57″Ö / 40.02222°N 47.44917°Ö  |
| Belokany                                  | Belokany                                  | UB0G                                      | UB16                                      | Belokanys flygplats                       | 41°45′12″N 46°21′19″Ö / 41.75333°N 46.35528°Ö |
| Chankändi                                 | Nagorno-Karabach [†]                      | UBBS                                      | UB13                                      | Chankändis flygplats                      | 39°54′05″N 46°47′13″Ö / 39.90139°N 46.78694°Ö |
| Chatjmaz                                  | Chatjmaz                                  | UBBH                                      |                                           | Chatjmaz flygplats                        | 41°45′16″N 48°26′01″Ö / 41.75444°N 48.43361°Ö |
| Füzuli                                    | Füzuli                                    | UBBF                                      | FZL                                       | Füzulis internationella flygplats         | 39°59′44″N 47°19′06″Ö / 39.99556°N 47.31833°Ö |
| Gäbälä                                    | Gäbälä                                    | UBBQ                                      | GBB                                       | Gabalas internationella flygplats         | 40°49′36″N 47°42′45″Ö / 40.82667°N 47.71250°Ö |
| Ganja                                     | Ganja                                     | UBBG                                      | GNJ                                       | Ganjas internationella flygplats          | 40°44′15″N 46°19′03″Ö / 40.73750°N 46.31750°Ö |
| Hacıqabul                                 | Hadzjyqabul                               | UBBM                                      |                                           | Hacıqabuls flygplats                      | 40°02′07″N 48°54′36″Ö / 40.03528°N 48.91000°Ö |
| Baku (huvudstad)                          | Baku                                      | UBBB                                      | GYD                                       | Heydər Əliyevs internationella flygplats  | 40°28′03″N 50°02′48″Ö / 40.46750°N 50.04667°Ö |
| Länkäran                                  | Länkäran                                  | UBBL                                      | LLK                                       | Lankaran internationella flygplats        | 38°44′47″N 48°49′04″Ö / 38.74639°N 48.81778°Ö |
| Naftalan                                  | Naftalan Şəhəri                           | UBEN                                      |                                           | Naftalans flygplats                       | 40°30′57″N 46°49′46″Ö / 40.51583°N 46.82944°Ö |
| Nachitjevan                               | Nachitjevan                               | UBBN                                      | NAJ                                       | Nachitjevans internationella flygplats    | 39°11′19″N 45°27′30″Ö / 39.18861°N 45.45833°Ö |
| Sangachaly                                | Baku                                      | UBBB                                      | GYD                                       | Sanqaçal flygplats                        | 40°07′47″N 49°27′17″Ö / 40.12972°N 49.45472°Ö |
| Sjäki                                     | Sjäki                                     | UBEI                                      |                                           | Sjäkis flygplats                          | 41°08′11″N 47°09′34″Ö / 41.13639°N 47.15944°Ö |
| Yevlax                                    | Yexlax                                    | UBEE                                      | YLV                                       | Yevlax flygplats                          | 40°37′57″N 47°08′48″Ö / 40.63250°N 47.14667°Ö |
| Zabrat                                    | Zabrat                                    | UBTT                                      | ZXT                                       | Zabrat flygplats                          | 42°51′29″N 41°07′41″Ö / 42.85806°N 41.12806°Ö |
| Zaqatala                                  | Zaqatala                                  | UBBY                                      | ZTU                                       | Zaqatalas internationella flygplats       | 42°51′29″N 41°07′41″Ö / 42.85806°N 41.12806°Ö |
| Militära flygplatser                      |                                           |                                           |                                           |                                           |                                               |
| Baku                                      | Baku                                      |                                           | UB18                                      | Baku Kala flygbas                         | 40°24′23″N 50°12′00″Ö / 40.40639°N 50.20000°Ö |
| Dolyar                                    | Sjämkir                                   |                                           | UB11                                      | Dolyars flygbas                           | 40°53′15″N 45°57′25″Ö / 40.88750°N 45.95694°Ö |
| Kürdämir                                  | Kürdämir                                  |                                           | UB14                                      | Kürdämirs flygbas                         | 40°16′24″N 48°09′48″Ö / 40.27333°N 48.16333°Ö |
| Sitalchay                                 | Chyzy                                     |                                           |                                           | Sitalchays flygbas                        | 40°47′02″N 49°24′02″Ö / 40.78389°N 49.40056°Ö |
| Sumqajyt                                  | Sumqajyt                                  | UBBI                                      | UB12                                      | Sumqayits flygbas                         | 40°35′29″N 49°33′26″Ö / 40.59139°N 49.55722°Ö |

† Flygplatsen är stängd och ligger i utbrytarregionen Nagorno-Karabach (se: Nagorno-Karabach).